# シラネニンジン属
シラネニンジン属（シラネニンジンぞく、白根人参属、Tilingia）はセリ科の属の一つ。

## 特徴
多年草。全体が無毛で、茎は直立して上部は分枝する。葉は長い柄をもち、1-4回3出羽状複葉または1-3回羽状複葉になり、小葉は線形から卵形状になる裂片に裂けるか、鋸歯がある。花は複散形花序になり、花序には総苞片と小総苞片があり、花弁は白色になる。果実は卵形または長楕円形で、油管は分果の表面側の各背溝下に1-3個、分果が接しあう合生面に2個または4個ある。
日本のほか、シベリア東部、ロシア極東部、朝鮮、中国に5種知られている。

## 日本の種
ミヤマウイキョウ Tilingia tachiroei (Franch. et AU|Sav) Kitag.
北海道、本州中部以北、四国、朝鮮、中国東北部に分布する。
シラネニンジン T. ajanensis Regel
北海道、本州中部以北、シベリア東部、ロシア極東部などに広く分布する。
ツシマノダケ T. tsusimensis (Y.Yabe) Kitag.
対馬の山地に分布する。
イブキゼリモドキ T. holopetala (Maxim.) Kitag.
日本固有種。北海道、本州中部以北に分布する。

## ギャラリー
- ミヤマウイキョウ
- シラネニンジン
- イブキゼリモドキ